# Lema de Sperner

El caso bidimensional del lema de Sperner: una coloración de Sperner, con sus tres triángulos con los vértices de tres colores distintos sombreados

En matemáticas, el lema de Sperner es un resultado combinatorio sobre el coloreado de triangulaciones, análoga al teorema del punto fijo de Brouwer, que es equivalente. Establece que cada coloración de Sperner (descrita más adelante) de una triangulación formada por símplices {\displaystyle n}-dimensionales contiene una celda cuyos vértices tienen colores diferentes.
El resultado inicial de este tipo fue demostrado por Emanuel Sperner, en relación con las demostraciones de invarianza del dominio. Las coloraciones de Sperner se han utilizado para el cálculo efectivo del punto fijo y para la resolución numérica de ecuaciones no lineales, y se aplican en los algoritmos de división justa (de corte de pastel).
Según la Enciclopedia Matemática Soviética (ed. Iván Vinográdov), un teorema relacionado de 1929 (de Knaster, Borsuk y Mazurkiewicz) también se conoció como el lema de Sperner. Este punto se analiza en la traducción al inglés (ed. M. Hazewinkel). Actualmente se conoce comúnmente como lema de Knaster-Kuratowski-Mazurkiewicz.

## Enunciado

### Caso unidimensional

Ejemplo de caso unidimensional

En una dimensión, el lema de Sperner puede considerarse una versión discreta del teorema del valor intermedio. En este caso, básicamente establece que si una función discreta toma solo los valores 0 y 1, comienza en el valor 0 y termina en el valor 1, debe cambiar de valor un número impar de veces.

### Caso bidimensional
El caso bidimensional es el que se menciona con mayor frecuencia. Se enuncia de la siguiente manera:
Subdividir un triángulo ABC arbitrariamente en una triangulación compuesta por triángulos más pequeños que se unen arista con arista. Entonces, la coloración de Sperner de la triangulación se define como la asignación de tres colores a los vértices de la triangulación, de modo que:
1. Cada uno de los tres vértices A, B y C del triángulo inicial tiene un color distinto.
2. Los vértices que se encuentran en cualquier arista del triángulo ABC tienen solo dos colores: los dos colores en los extremos de la arista. Por ejemplo, cada vértice de AC debe tener el mismo color que A o C.

Entonces, cada coloración de Sperner de cada triangulación tiene al menos un triángulo arcoíris, un triángulo más pequeño en la triangulación cuyos vértices están coloreados con los tres colores diferentes. Más precisamente, debe haber un número impar de triángulos arcoíris.

### Caso multidimensional
En el caso general, el lema se refiere a un símplex de dimensión n:
{\displaystyle {\mathcal {A}}=A_{1}A_{2}\ldots A_{n+1}.}
Considérese cualquier triangulación T, una división disjunta de {\displaystyle {\mathcal {A}}} en símplices de dimensión n más pequeños, que nuevamente se encuentran cara a cara. Denótese la función de coloración como:
{\displaystyle f:S\to \{1,2,3,\dots ,n,n+1\},}
donde S es el conjunto de vértices de T. Una función de coloración define una coloración de Sperner cuando:
1. Los vértices del símplex grande se colorean con diferentes colores, es decir, sin pérdida de generalidad, f(Ai)= i para 1 ≤ i ≤ n + 1.
2. Vértices de T ubicados en cualquier subcara de dimensión k del símplex grande {\displaystyle A_{i_{1}}A_{i_{2}}\ldots A_{i_{k+1}}}están coloreados solo con los colores {\displaystyle i_{1},i_{2},\ldots ,i_{k+1}.}

Entonces, cada coloración de Sperner de cada triangulación del símplex de dimensión n tiene un número impar de instancias de un símplex arcoíris, es decir, un símplex cuyos vértices están coloreados con todos los colores de n + 1. En particular, debe haber al menos un símplex arcoíris.

## Demostraciones

### Demostración por inducción
Primero se abordar el caso bidimensional. Considérese un grafo G construido a partir de la triangulación T de la siguiente manera:
Los vértices de G son los miembros de T más el área exterior del triángulo. Dos vértices están conectados por una arista si sus áreas correspondientes comparten una arista común con un extremo de color 1 y el otro de color 2.
Obsérvese que en el intervalo AB hay un número impar de aristas de color 1-2 (simplemente porque A tiene el color 1 y B el 2; y a medida que se avanza por AB, debe haber un número impar de cambios de color para obtener colores diferentes al principio y al final). En los intervalos BC y CA, no hay aristas de color 1-2. Por lo tanto, el vértice de G correspondiente al área exterior tiene un grado impar. Pero se sabe (por el lema del apretón de manos) que en un grafo finito hay un número par de vértices con grado impar. Por lo tanto, el grafo restante, excluyendo el área exterior, tiene un número impar de vértices con grado impar correspondientes a los miembros de T.
Se puede ver fácilmente que el único grado posible de un triángulo de T es 0, 1 o 2, y que el grado 1 corresponde a un triángulo coloreado con los tres colores 1, 2 y 3.
Así, se ha obtenido una conclusión ligeramente más sólida: en una triangulación T hay un número impar (y al menos uno) de triángulos con todos los colores.
Un caso multidimensional puede demostrarse por inducción sobre la dimensión de un símplex. Se aplica el mismo razonamiento que en el caso bidimensional para concluir que en una triangulación n-dimensional hay un número impar de símplex con todos los colores.

### Comentario

Una triangulación bidimensional simple de la figura de ejemplo, coloreada y nombrada de acuerdo con los supuestos del lema de Sperner

El grafo derivado de la figura de ejemplo

A continuación, se presenta una explicación de la demostración dada anteriormente, para quienes no conocen la teoría de grafos.
Este diagrama numera los colores de los vértices del ejemplo dado anteriormente. Los triángulos pequeños cuyos vértices tienen números diferentes están sombreados en el gráfico. Cada triángulo pequeño se convierte en un nodo en el nuevo gráfico derivado de la triangulación. Las letras minúsculas identifican las áreas, ocho dentro de la figura, y el área i designa el espacio exterior.
Como se describió anteriormente, los nodos que comparten una arista cuyos extremos están numerados 1 y 2 se unen en el grafo derivado. Por ejemplo, el nodo d comparte una arista con el área exterior i, y sus vértices tienen números diferentes, por lo que también está sombreado. El nodo b no está sombreado porque dos vértices tienen el mismo número, pero está unido al área exterior.
Se podría añadir un nuevo triángulo con numeración completa, por ejemplo, insertando un nodo numerado 3 en la arista entre 1 y 1 del nodo a, y uniendo ese nodo al otro vértice de a. Para ello, se tendría que crear un par de nodos nuevos, como en el caso de los nodos f y g.

### Demostración sin inducción
Andrew McLennan y Rabee Tourky presentaron una demostración diferente, utilizando el nodo símplex. Se realiza en un solo paso, sin inducción.

## Cálculo de un símplex de Sperner
Supóngase que existe un símplex de dimensión d con un lado N, y que se triangula en subsímplex de lado 1. Existe una función que, dado cualquier vértice de la triangulación, devuelve su color. Se garantiza que la coloración satisface la condición de contorno de Sperner. ¿Cuántas veces se debe llamar a la función para encontrar un símplex arcoíris? Obviamente, se pueden recorrer todos los vértices de la triangulación, cuyo número es O(Nd), que es polinomial en N cuando la dimensión es fija. Pero, ¿puede hacerse en un tiempo O(poly(log N)), que es polinomial en la representación binaria de N?
Este problema fue estudiado por primera vez por Christos Papadimitriou. Introdujo una clase de complejidad llamada PPAD, que contiene este y otros problemas relacionados (como el hallazgo de un punto fijo de Brouwer). Demostró que encontrar un símplex de Sperner es PPAD-completo incluso para d = 3. Unos 15 años después, Chen y Deng demostraron la completitud de PPAD incluso para d = 2. Se cree que los problemas PPAD-difíciles no pueden resolverse en un tiempo O(poly(log N)).

## Generalizaciones

### Subconjuntos de etiquetas
Supóngase que cada vértice de la triangulación puede etiquetarse con múltiples colores, de modo que la función de coloración es F : S → 2[n+1].
Para cada subsímplex, el conjunto de etiquetas en sus vértices es una familia de conjuntos sobre el conjunto de [n + 1] colores. Esta familia de conjuntos puede considerarse como un hipergrafo.
Si, para cada vértice v en una cara del símplex, los colores en f(v) son un subconjunto del conjunto de colores en los extremos de la cara, entonces existe un subsímplex con un etiquetado equilibrado, es decir, un etiquetado en el que el correspondiente hipergrafo admite una coincidencia fraccionaria perfecta. Para ilustrarlo, se presentan algunos ejemplos de etiquetado equilibrado para n= 2:
- ({1}, {2}, {3}) - equilibrado por los pesos (1, 1, 1).
- ({1,2}, {2,3}, {3,1}) - equilibrado por los pesos (1/2, 1/2, 1/2).
- ({1,2}, {2,3}, {1}) - equilibrado por los pesos (0, 1, 1).

Esto fue demostrado por Shapley en 1973, y es un análogo combinatorio del lema KKMS.

### Variantes con politopos
Supóngase que se tiene un politopo d de dimensión P con n vértices. P está triangulado y cada vértice de la triangulación está etiquetado con una etiqueta de {1, …, n}.. Cada vértice principal i está etiquetado como i. Un subsímplex se denomina completamente etiquetado si es d-dimensional y cada uno de sus vértices d + 1 tiene una etiqueta diferente. Si cada vértice de una cara F de P está etiquetado con una de las etiquetas de los extremos de F, entonces hay al menos n – d símplex completamente etiquetados. Algunos casos especiales son:
- d= n – 1. En este caso, P es un símplex. El lema de Sperner politópico garantiza que exista al menos un símplex completamente etiquetado. Es decir, se reduce al lema de Sperner.
- d= 2. Supóngase que un polígono bidimensional con n vértices se triangula y se etiqueta utilizando las etiquetas 1, …, n de modo que, en cada cara entre los vértices i y i + 1 (mod n), solo se utilizan las etiquetas i y i + 1. Entonces, existen al menos n – 2 subtriángulos en los que se utilizan tres etiquetas diferentes.

El enunciado general fue conjeturado por Atanassov en 1996, quien lo demostró para el caso d= 2. La demostración del caso general fue presentada por primera vez por de Loera, Peterson y Su en 2002. Proporcionan dos demostraciones: la primera es no constructiva y utiliza la noción de conjuntos de guijarros; la segunda es constructiva y se basa en argumentos de seguimiento de caminos en grafos.
Meunier extendió el teorema de los politopos a los cuerpos politópicos, que no necesitan ser convexos ni simplemente conexos. En particular, si P es un politopo, entonces el conjunto de sus caras es un cuerpo politópico. En cada etiquetado de Sperner de un cuerpo politópico con vértices v1, …, vn, hay al menos:
{\displaystyle n-d-1+\left\lceil {\frac {\min _{i=1}^{n}\deg _{B(P)}(v_{i})}{d}}\right\rceil }
símplices completamente etiquetados, de modo que cualquier par de estos símplices recibe dos etiquetados diferentes. El grado degB(P)(vi) es el número de aristas de B(P) a las que pertenece vi. Dado que el grado es al menos d, el límite inferior es al menos n – d. Sin embargo, puede ser mayor. Por ejemplo, para un politopo cíclico en 4 dimensiones con vértices n, el límite inferior es:
{\displaystyle n-4-1+\left\lceil {\frac {n-1}{4}}\right\rceil \approx {\frac {5}{4}}n.}
Musin extendió aún más el teorema al caso variedades lineales por partes] d-dimensionales, con o sin límite.
Asada, Frick, Pisharody, Polevy, Stoner, Tsang y Wellner extendieron aún más el teorema a seudovariedades con límite y mejoraron el límite inferior del número de facetas con etiquetas distintas por pares.

### Variantes cúbicas
Supóngase que, en lugar de un símplex triangulado en subsímplices, se tiene un cubo de dimensión n dividido en cubos de dimensión n más pequeños.
Harold W. Kuhn demostró el siguiente lema. Supóngase que el cubo [0,M]n, para algún entero M, se divide en cubos unitarios Mn. Supóngase también que cada vértice de la partición está etiquetado con una etiqueta de {1, …, n + 1}, tal que, para cada vértice v: (1) si vi= 0, entonces la etiqueta de v es como máximo i; (2) si vi=M, entonces la etiqueta de v no es i. Entonces existe un cubo unitario con todas las etiquetas {1, …, n + 1}  (algunas de ellas más de una vez). El caso especial n= 2 es: considérese que un cuadrado se divide en subcuadrados y cada vértice se etiqueta con una etiqueta de {1,2,3}.. El borde izquierdo se etiqueta con 1 (= máximo 1); el borde inferior se etiqueta con 1 o 2 (= máximo 2); el borde superior se etiqueta con 1 o 3 (= distinto de 2); y el borde derecho se etiqueta con 2 o 3 (= distinto de 1). Entonces, hay un cuadrado etiquetado con 1,2,3..
Otra variante, relacionada con el teorema de Poincaré-Miranda, es la siguiente. Supóngase que el cubo [0,M]n se divide en M{n}} cubos unitarios; y que cada vértice está etiquetado con un vector binario de longitud n, tal que para cada vértice v: (1) si vi= 0, la coordenada i de la etiqueta en v es 0; (2) si vi= M, la coordenada i de la etiqueta en v es 1; (3) si dos vértices son vecinos, sus etiquetas difieren como máximo en una coordenada. Entonces, existe un cubo unitario en el que todas las etiquetas 2n son diferentes. En dos dimensiones, otra forma de formular este teorema es: en cualquier etiquetado que satisfaga las condiciones (1) y (2), hay al menos una celda en la que la suma de etiquetas es 0 [una celda unidimensional con etiquetas (1,1) y (-1,-1), o una celda bidimensional con las cuatro etiquetas diferentes].
Wolsey reforzó estos dos resultados al demostrar que el número de cubos completamente etiquetados es impar.
Musin extendió estos resultados a los grafos cuadrados generales.

### Variantes arcoíris
Supóngase que, en lugar de un único etiquetado, se tienen n diferentes etiquetados de Sperner. Considerando pares (símplex, permutación) tales que la etiqueta de cada vértice del símplex se elige de entre diferentes etiquetas (por lo tanto, para cada símplex, hay n! pares diferentes). Por lo tanto, hay al menos n! pares completamente etiquetados. Esto fue demostrado por Ravindra Bapat para cualquier triangulación. Una demostración más simple, que solo funciona para triangulaciones específicas, fue presentada posteriormente por Su.
Otra forma de expresar este lema es la siguiente: supóngase que hay n personas, cada una de las cuales produce una etiqueta de Sperner diferente para la misma triangulación. Entonces, existe un símplex y una correspondencia entre las personas y sus vértices, de modo que cada vértice es etiquetado por su propietario de forma diferente (una persona etiqueta su vértice con 1, otra con 2, etc.). Además, hay al menos n! de estas correspondencias. Esto puede utilizarse para encontrar un corte de pastel sin envidia con piezas conexas.
Asada, Frick, Pisharody, Polevy, Stoner, Tsang y Wellner () extendieron este teorema a las seudovariedades con contorno.
De forma más general, supóngase que m tiene diferentes etiquetados de Sperner, donde m puede ser diferente de n. Entonces:: Thm 2.1 
1. Para cualquier entero positivo k1, …, km cuya suma sea m + n – 1, existe un simplex en el que, para cada etiquetado i ∈ {1, …, m},, el número i usa al menos ki (de n) etiquetas distintas. Además, cada etiqueta es usada por al menos un etiquetado (de m).
2. Para cualquier entero positivo I1, …, Im cuya suma sea m + n – 1, existe un simplex en el que, para cada j ∈ {1, …, n},, la etiqueta j es usada por al menos lj (de m) etiquetados diferentes.

Ambas versiones se reducen al lema de Sperner cuando m= 1, o cuando todas las etiquetas de m son idénticas.
Véase para generalizaciones similares.

### Variantes orientadas
Brown y Cairns reforzaron el lema de Sperner considerando la orientación de los símplices. Cada subsímplice tiene una orientación que puede ser +1 o -1 (si está completamente etiquetado), o 0 (si no está completamente etiquetado). Demostraron que la suma de todas las orientaciones de los símplices es +1. En particular, esto implica que hay un número impar de símplices completamente etiquetados.
Como ejemplo para n= 3, supóngase que un triángulo está triangulado y etiquetado con {1,2,3}.. Considérese la secuencia cíclica de etiquetas en el borde del triángulo. Se define el grado del etiquetado como el número de cambios de 1 a 2, menos el número de cambios de 2 a 1. Vea los ejemplos en la tabla de la derecha. Nótese que el grado es el mismo si se cuentan los cambios de 2 a 3 menos 3 a 2, o de 3 a 1 menos 1 a 3.
Musin demostró que «el número de triángulos completamente etiquetados es al menos el grado del etiquetado». En particular, si el grado es distinto de cero, entonces existe al menos un triángulo completamente etiquetado.
Si un etiquetado satisface la condición de Sperner, entonces su grado es exactamente 1:
Los cambios 1-2 y 2-1 se dan solo en el lado entre los vértices 1 y 2, y el número de cambios 1-2 debe ser uno más que el número de cambios 2-1 (al caminar del vértice 1 al vértice 2). Por lo tanto, el lema de Sperner original se deduce del teorema de Musin.

### Árboles y ciclos
Existe un lema similar sobre árboles y ciclos finitos e infinitos.

## Resultados relacionados
Mirzakhani y Vondrak estudian una variante más débil del etiquetado de Sperner, en la que el único requisito es que la etiqueta i no se use en la cara opuesta al vértice i. Lo denominan etiquetado admisible por Sperner. Demuestran que existen etiquetados admisibles por Sperner en los que cada celda contiene como máximo 4 etiquetas. También demuestran una cota inferior óptima para el número de celdas que deben tener al menos dos etiquetas diferentes en cada etiquetado admisible por Sperner. Asimismo, demuestran que, para cualquier partición admisible por Sperner del símplex regular, el área total del límite entre las partes se minimiza mediante los polígonos de Thiessen.

## Aplicaciones
Las coloraciones de Sperner se han utilizado para el cálculo eficaz de puntos fijos. Se puede construir una coloración de Sperner de manera que los símplices completamente etiquetados correspondan a puntos fijos de una función dada. Al reducir cada vez más la triangulación, se puede demostrar que el límite de los símplices completamente etiquetados es exactamente el punto fijo. Por lo tanto, la técnica proporciona una forma de aproximar puntos fijos.
Una aplicación relacionada es la detección numérica de puntos periódicos y de dinámicas simbólicas. El lema de Sperner también se puede utilizar en algoritmos de resolución numérica de ecuaciones no lineales y de división justa (véase protocolos de Simmons-Su).
El lema de Sperner es uno de los componentes clave de la demostración del teorema de Monsky, que establece que un cuadrado no se puede dividir en un número impar de triángulos de igual área.
El lema de Sperner puede utilizarse para hallar un equilibrio competitivo en una economía de intercambio, aunque existen métodos más eficientes.: 67 
Cincuenta años después de su primera publicación, Sperner presentó un estudio sobre el desarrollo, la influencia y las aplicaciones de su lema combinatorio.

## Resultados equivalentes
Existen varios teoremas del punto fijo con tres variantes equivalentes: una variante en topología algebraica, una variante combinatoria y una variante que recubre conjuntos. Cada variante puede demostrarse por separado utilizando argumentos totalmente diferentes, pero cada variante también puede reducirse a las demás variantes de su fila. Además, cada resultado de la fila superior puede deducirse del resultado de la fila inferior en la misma columna.
| Topología algebraica              | Combinatoria    | Recubrimiento de conjuntos              |
| --------------------------------- | --------------- | --------------------------------------- |
| Teorema del punto fijo de Brouwer | Lema de Sperner | Lema de Knaster-Kuratowski-Mazurkiewicz |
| Teorema de Borsuk-Ulam            | Lema de Tucker  | Teorema de Lusternik-Schnirelmann       |